# Lindia gracilis
Lindia gracilis är en hjuldjursart som beskrevs av Myers 1938. Lindia gracilis ingår i släktet Lindia och familjen Lindiidae. Inga underarter finns listade i Catalogue of Life.